# Тибо III де Блуа
Тибо III де Блуа (фр. Thibaut III de Blois; 1010/1012 — 29/30 сентября 1089) — граф Блуа, Шатодена, Шартра, Тура и Сансерра с 1037 года; граф Труа и Мо с 1063 года под именем Тибо I. Сын Эда II, графа де Блуа, и Эрменгарды Овернской.

## Биография
Тибо отказался признавать себя вассалом короля Генриха I Французского. Тот, не имея возможности наказать Тибо собственными силами, передал графство Турень Жоффруа II Мартелу, графу Анжуйскому. Жоффруа начал осаду Тура в начале 1043 года и продолжал 18 месяцев, прежде чем Тибо со своим братом Этьеном II, графом Труа, решили идти на помощь городу, в котором вовсю свирепствовал голод. Жоффруа снял осаду и выдвинулся навстречу войскам Тибо. В августе 1044 года при Нуи Тибо был разбит, обратился в бегство, в ходе которого был захвачен в плен и заключён в замок Лош. После победы анжуйцы вернулись к осаде. 
Король Генрих I, которому было невыгодно чрезмерное усиление одного из вассалов над другим, поспешил воспользоваться королевской привилегией и устроить перемирие. Все условия были окончательно согласованы в 1046 году. Тибо в итоге вынужден был уступить почти всю Турень. Договор подписали все крупные бароны анжуйского графства, обязавшись не возводить укреплений ближе 7 лье от границы. Наиболее ценным владением, которое удалось сохранить в Турени, было богатое аббатство Мармутье. С этих пор центром владений дома Блуа становится Шампань.
Спустя некоторое время союзники, король и анжуйский граф, уже ведут войны с друг с другом. Тибо сначала соблюдает нейтралитет, а в 1057 году выступает против Жоффруа в союзе с королём. Он получает титул пфальцграфа, который прежде носил его отец. Тибо использует своё влияние при дворе и получает контроль над имуществом своего брата в Шампани, которое было унаследовано его несовершеннолетним племянником Эдом де Труа. Эд позже присоединился к армии Вильгельма Завоевателя, участвовал в битве при Гастингсе, женился на сестре Вильгельма и стал графом Омаля и Холдернесса.
Тибо был одним из самых могущественных французских баронов своего времени.

## Семья и дети
- 1-я жена: с 1044 (разв. 1048) Герсенда (ок. 1030 — до 1074), дочь Герберта I, графа дю Мэн. Имели одного сына:
  1. Анри, который принял имя Этьена и вошёл в историю под именем Этьена-Анри, граф Блуа (Этьен II).

- 2-я жена: Аделаида де Валуа (1045—1093/1100), графиня де Бар-сюр-Об, дочь Рауля, графа де Валуа и Аделы (Аэлис), графини де Бар-сюр-Об. Имели 3-х детей:
  1. Эд V де Блуа (ум. 1093), наследовал владения семьи в Шампани (Труа). Умер бездетным и его владения перешли к его младшему брату Гуго.
  2. Филипп де Блуа (ум. 1100), епископ Шалонский.
  3. Гуго I Шампанский (1069/1074—1126), первым официально использовал титул графа Шампани.

## Примечание
1. ↑  Theobald III, Count of Blois // https://pantheon.world/profile/person/Theobald_III,_Count_of_Blois
2. 1 2  Lundy D. R. Thibaud III, Comte de Blois // The Peerage (англ.)
3. ↑  Иногда его называют графом Шампани Тибо I по графствам Труа и Мо, на базе которых впоследствии образовалось графство Шампань, но это не совсем корректно, так как первым, кто официально использовал титул графа Шампани, был его сын Гуго I Шампанский.